# 莫公
莫公，五代十国南汉人物，其名不详。
他的别號是爽朗道人。《十国春秋》称他为昭州富川縣人，《南汉书》以当时富川縣（今广西钟山县）属于贺州，作贺州富川縣人。他七歲辭别母亲，到山中石洞中，终年双足交迭而静坐，不和其他人交往，别人也不知道他在干什么。二十岁，所自己能空明寂灭。有些人到洞口处看他，一天晚上过后，就不見了，都说他成仙升天了。